# Ana Vidović
Ana Vidović (née le 8 novembre 1980 à Karlovac en Yougoslavie, aujourd'hui en Croatie) est une guitariste classique d'origine croate.

## Biographie
Ana Vidović commence à étudier la guitare à l'âge de 5 ans, inspirée par son frère Viktor et par son père, joueur de guitare électrique. Jeune prodige, elle commence une carrière internationale dès l'âge de 11 ans et devient, à 13 ans, la plus jeune élève jamais intégrée au National Musical Academy de Zagreb. Sa réputation en Europe lui permet ensuite d'étudier avec Manuel Barrueco au Peabody Conservatory de Baltimore, dont elle sort diplômée en 2003. Elle vit aux États-Unis depuis lors.
Depuis son premier passage sur scène en 1988 à Zagreb, Ana Vidović a donné environ 1000 représentations publiques, principalement en Europe et en Amérique du Nord, mais aussi en Extrême-Orient. Elle a notamment participé au Concours Eurovision des jeunes musiciens 1994 à Varsovie, the Mauro Giuliani Competition en Italie, le Printemps de la Guitare en Belgique et le Young Concert Artists International Auditions à New York.

## Prix et distinctions
Elle a remporté plusieurs compétitions à travers le monde, dont les premiers prix à l'Albert Augustine International Competition à Bath, à la Fernando Sor Competition à Rome et à la Francisco Tárrega Competition à Benicasim.
Selon le critique musical Allan Kozinn : « Son jeu a tout - la clarté, la chaleur, la précision et l'intuition de l'intention - et son répertoire est immensément varié ».

## Discographie
CD
- Ana Vidovic. Croatia Records, 1994
- Ana Vidovic. Gitara, Croatia Records, 1996
- Guitar Recital. Naxos Laureate Series, 1998
- The Croatian Prodigy. BGS, 1999
- Récital de guitare : Bach, Ponce, Walton, Tarrega, Sulek, Abeille Musique, 2000
- Ana Vidovic Live! , Croatia Records, 2001
- Federico Moreno Torroba. Guitar Music. Vol. 1, Naxos, 2007
- Ana Vidović - The Croatian Prodigy, BGS, 2013
- Ana Vidović, Guitar - 75 for 75, Croatia Records, 2022
- Ana Vidović , Live at Hampden Hall, Octave Records, 2023

Vidéos / DVD
- Ana Vidovic. Guitar Virtuoso. A Live Performance and Interview! Mel Bay Prod., 2006
- Ana Vidovic. Guitar Artistry in Concert Mel Bay Prod., 2009